# Word 23 (Quedlinburg)

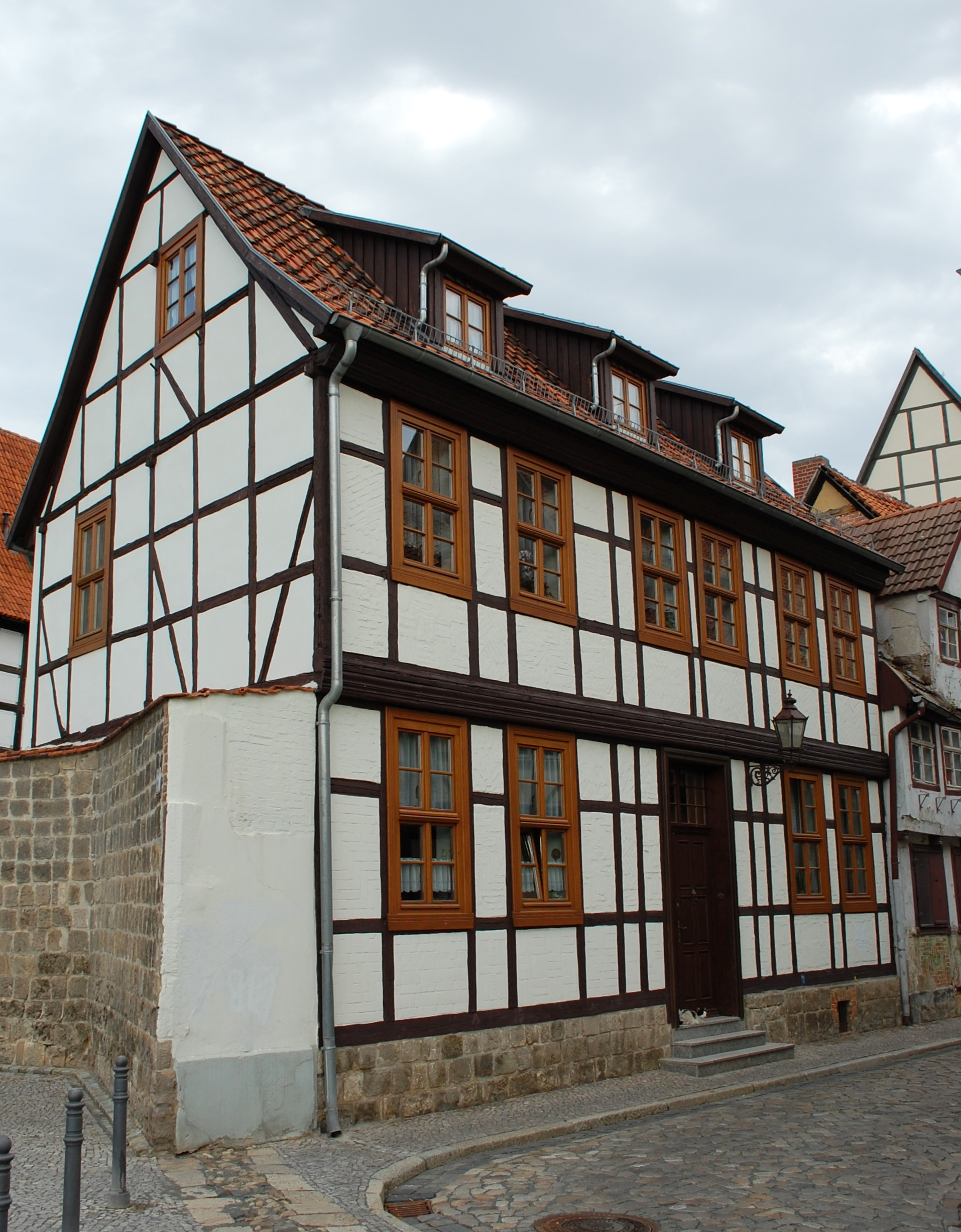
Word 23

Das Haus Word 23 ist ein denkmalgeschütztes Gebäude in der Stadt Quedlinburg in Sachsen-Anhalt.

## Lage
Das Gebäude befindet sich im südlichen Teil der historischen Quedlinburger Altstadt an der Ecke der Straße Word zur Carl-Ritter-Straße. Nördlich grenzt das gleichfalls denkmalgeschützte Haus Word 24 an. Das Haus ist im Quedlinburger Denkmalverzeichnis als Wohnhaus eingetragen und gehört zum UNESCO-Weltkulturerbe.

## Architektur und Geschichte
Das zweigeschossige barocke Fachwerkhaus entstand in der Zeit um 1760. Die Gefache der Fassade sind mit verschiedenen Zierausmauerungen versehen. Des Weiteren besteht eine Profilbohle.
Im Jahr 1985 fand eine Erneuerung des Gebäudes statt.